# Ordre des Omeyyades
L'ordre des Omeyyades (arabe : وسام أمية الوطني) est le plus haut ordre honorifique de Syrie.

## Histoire
L’ordre a été fondé le 12 juillet 1934. Il porte le nom des Omeyyades, un puissant clan mecquois, qui fonda et dirigea le califat homonyme, avec pour centre de pouvoir la Syrie. 

## Insigne
Le ruban est vert avec de fines bordures noires et des rayures blanches.

## Récipiendaires notables
- Abdallah ben Abdelaziz Al Saoud
- Al-Walid ben Talal
- Alexis Ier de Moscou
- Anouar el-Sadate
- Bachar el-Assad
- Charles de Gaulle
- Élie IV d'Antioche
- Eva Perón
- Juan Perón[2]
- Farouk d'Égypte
- Giorgio Napolitano
- Grégoire III Laham
- Haïlé Sélassié Ier
- Hosni Moubarak
- Hussein ben Talal
- Ignace Moussa Ier Daoud
- Issa ben Salmane Al Khalifa
- Mohammed V du Maroc
- Mohammad Reza Pahlavi
- Moustapha Tlass
- Qabus ibn Saïd
- Raul Khadjimba
- Sirajuddin
- Hassan II du Maroc